# Olena Samburs'ka
Olena Andriïvna Samburs'ka (in ucraino Олена Андріївна Самбурська?; Mykolaïv, 31 gennaio 1989) è una cestista ucraina.

## Carriera
Con l'Ucraina ha disputato due edizioni dei Campionati europei (2013, 2015).